# ایستریجیفیلوس گریلارسونی
ایستریجیفیلوس گریلارسونی گونه‌ای از شپش گزنده است که فقط در جغدها یافت می‌شود. این گونه هیچ نام مشترکی ندارد.
این‌ نوع گونه، اولین بار توسط زیست‌شناس دیل اچ کلیتون، در سال ۱۹۹۰ توصیف شد.

## میزبان
نوع میزبان آن جغد صورت سفید شمالی (Ptilopsis leucotis) است.